# Cho Oyu
El Cho Oyu és la sisena muntanya més alta del món. Està situada a l'Himàlaia, uns 20 km a l'oest de l'Everest. Cho Oyu significa Deessa Turquesa en tibetà.
El Cho Oyu fou escalat per primera vegada el 19 d'octubre de 1954 per part de Herbert Tichy, Joseph Joechler i el xerpa Pasang Dawa Lama, formant part d'una expedició austríaca. El primer intent de pujar el Cho Oyu fou el 1952 per part d'una expedició dirigida per l'anglès Eric Shipton, però es van haver de fer enrere a més de 6.650m.
Pocs kilòmetres a l'oest del Cho Oyu es troba el Nangpa La (5.716m), un pas gelat que serveix de ruta comercial entre el Tibet i la zona del Khumbu. Gràcies a la proximitat del Cho Oyu amb aquest pas els escaladors consideren el Cho Oyu com el vuitmil més fàcil de pujar.
El Cho Oyu fou el cinquè vuitmil en ser escalat, després de l'Annapurna (juny de 1950), Everest (maig de 1953), Nanga Parbat (juliol de 1953) i K2 (juliol de 1954).

## Primera ascensió
Aquesta muntanya havia passat inadvertida i fins al 1952 no se'n farà el primer reconeixement de la cara nord-oest. Edmund Hillary, Eric Shimpton i W. Lowe arribaren a 6.800 m.
El 19 d'octubre de 1954 Joseph Joechler, Pasang Dawa Lama i Herbert Tichy van aconseguir la primera ascensió per l'aresta i la cara oest. Formaven part d'una petita expedició austríaca. Aconseguiren fer el cim a les tres de la tarda, després d'haver pujat 1.220 metres de desnivell des del camp IV, d'on havien marxat a les 6 del matí. Era la primera ascensió d'un vuit mil un cop finalitzat el monsó i la primera realitzada per una expedició tan petita.

## Altres ascensions
- 1958 - Una expedició índia realitza la segona ascensió. El xerpa Pasang Dawa Lama Arriba al cim per segona vegada. Primer mort al Cho Oyu.
- 1959 - Quatre persones moren a causa d'una allau durant una expedició internacional formada per dones.
- 1964 - Controvertit tercer ascens per part d'una expedició alemanya perquè no s'aportaren proves d'haver assolit el cim. Dos mutanyencs moriren d'esgotament al camp 4, a 7.600 metres d'altura.
- 1978 - Els escaladors austriacs Koblmuller i Furtner fan cim per la dificilíssima cara sud-est.
- 1982 - Mort de l'alemany Reinhard Karl durant una temptativa per la cara sud-est.
- 1983 - En Reinhold Messner fa cim en companyia de l'italià Hans Kammerlander i de l'alemany Michel Dacher per la cara sud-oest.
- 1984 - Primera ascensió femenina a càrrec de les txeques Vera Komarkova i Margita Dina Sterbova.
- 1984 - Primera ascensió catalana per Antoni Llasera i Carles Vallès per la via normal, seguits a un dia per Jordi Pons amb el francès Jean Clemerson.
- 1985 - El 12 de febrer, una expedició polonesa, amb Jerzy Kukuczka, aconsegueix fer la primera ascensió hivernal.
- 1989 - Primera ascensió femenina catalana per Mònica Verge Folia i Magda Nos Loppe amb el nepalès Ang Phurri per la via normal. És el primer vuit mil femení català.
- 1992 - El 30 de setembre en Tolo Quetglas aconsegueix la primera ascensió mallorquina
- 2004 - El 26 de setembre Emili Duran i Daniel Duran aconsegueixen el cim, convertint-se en el primer pare i fill que assoleixen junts aquest cim a tot l'estat i els segons en la història d'aquesta muntanya

## Referències

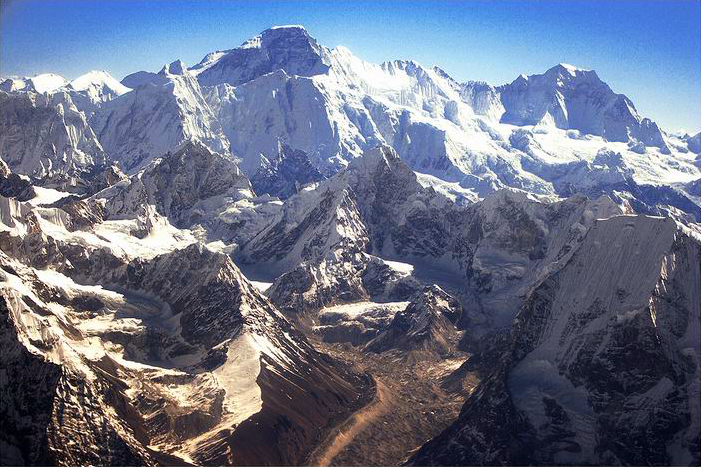
Vista del Cho Oyu des de l'aire treta per un avió sobrevolant el Himàlaia.